# Société béninoise des manutentions portuaires
La Société béninoise des manutentions portuaires (Sobemap) est une société publique béninoise à caractère commercial spécialisée dans les opérations liées à la manutention, la consignation, le transit port et aéroport. Elle fait également office de commissionnaire agréé en douane. La Sobemap est située dans la ville de Cotonou et est un établissement public doté d'une personnalité juridique régie par la loi 88-005 du 26 avril 1989 portant organisation et fonctionnement des entreprises publiques et semi-publiques en république du Bénin.

## Historique et missions
Avant de prendre l'appellation de Société béninoise des manutentions portuaires après sa création en 1969 par décret N°69-80 /PR /MTPT du 27 mars 1969, la Sobemap est passée par plusieurs autres dénominations. En effet, c'est depuis l'époque coloniale que les prémices de cette société ont vu le jour. Ainsi, à la suite de l'installation de Warf en 1891, le groupement des entreprises maritimes du Dahomey (GEMADA) voit le jour en 1929. Dans la perspective d'assurer le monopole des activités liés à la manutention, l'office dahoméen des manutentions portuaires (ODAMAP) voit le jour et devient par la suite  l'office béninois des manutentions portuaires (OBEMAP). À partir du 29 août 1989 l' OBEMAP devient la SOBEMAP,,,.
Elle a pour mission d'exécuter au port de autonome de Cotonou des activités de manutention, de transit et de Consignation maritime et offre à ses clients des services pour faciliter toutes leurs activités,.